# Caj Selling

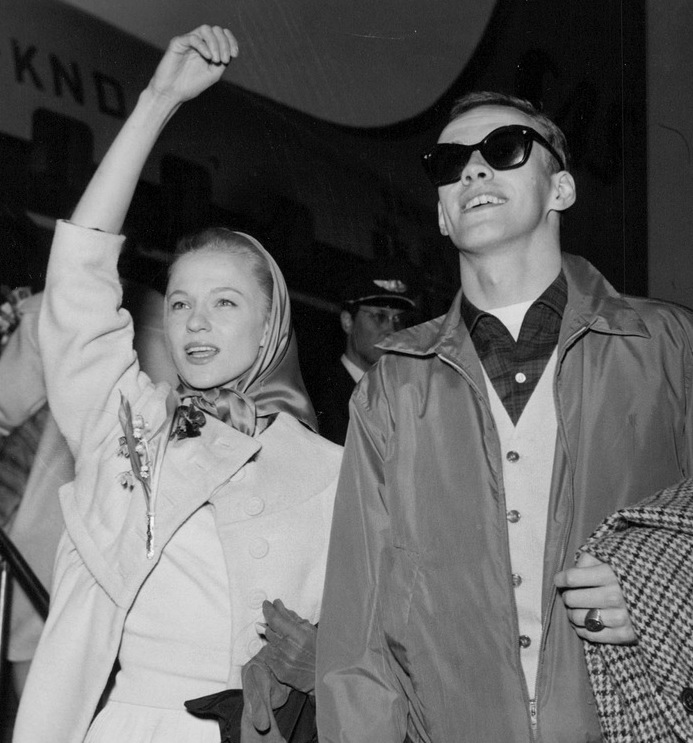
Caj Selling tillsammans med Gerd Andersson 1959.

Caj Selling Lothman, född 26 december 1935 i Stockholm, död 14 augusti 2005 i Haifa, Israel, var en svensk balettdansör.
Efter studier i London och Paris engagerades han vid Stockholmsoperans balett 1954. Selling utnämndes till premiärdansör 1959. Han lämnade  Stockholmsoperan 1969 och flyttade till Israel. Där drev han i många år egen dansskola i Haifa.

## Filmografi
- 1952 – Eldfågeln
- 1956 – Flickan i frack
- 1958 – Fröken April
- 1961 – Karneval
- 1968 – El fantástico mundo del doctor Coppelius